# 奥尔蔡姆
奥尔蔡姆（法語：Holtzheim，法語發音：[ɔltsaim]）是法国下莱茵省的一个市镇，属于斯特拉斯堡区。

## 地理
奥尔蔡姆（48°33'31"N, 7°38'28"E）面积6.91 平方千米，位于法国大東部大區下莱茵省，该省份为法国大陆部分最东部的省份，是阿尔萨斯的一部分，今与上莱茵省组成了阿尔萨斯欧洲集体，其南至上莱茵省，西南接孚日省和默尔特-摩泽尔省，西接摩泽尔省，北与德国接壤，东侧沿莱茵河与德国相望。
与奥尔蔡姆接壤的市镇（或旧市镇、城区）包括：昂让比耶唐、阿赫奈姆、埃克博尔赛姆、恩赛姆、林戈尔赛姆、奥贝尔斯沙埃福尔桑、沃尔菲赛姆。
奥尔蔡姆的时区为UTC+01:00、UTC+02:00（夏令时）。

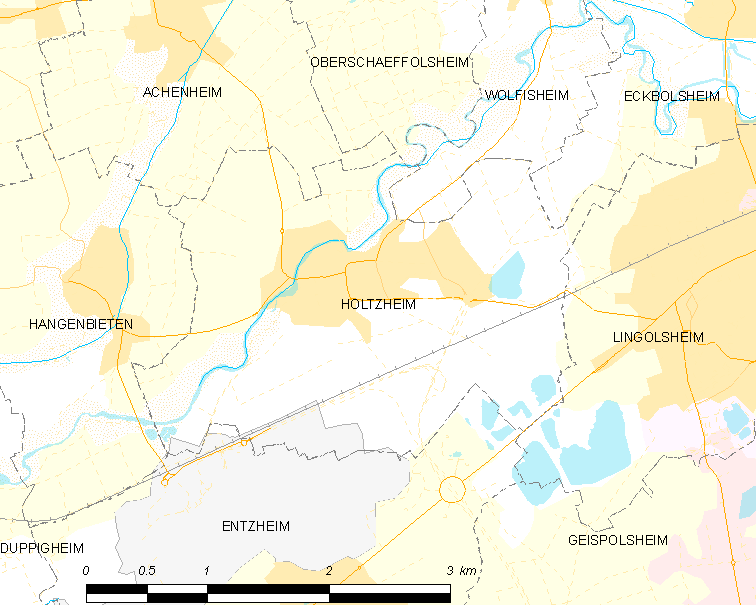
奥尔蔡姆的OSM定位图

## 行政
奥尔蔡姆的邮政编码为67810，INSEE市镇编码为67212。

## 政治
奥尔蔡姆所属的省级选区为林戈尔赛姆县。

## 人口

1962-2008年间奥尔蔡姆人口变化图示

奥尔蔡姆于2022年1月1日时的人口数量为3890人。